# Shun Tanaka
Shun Tanaka (田中 舜 Tanaka Shun?), född 15 mars 1988 i Shizuoka prefektur, är en japansk fotbollsspelare.
Tanaka började sin karriär 2011 i Arte Takasaki. Efter Arte Takasaki spelade han för Japan Soccer College, Grulla Morioka och Azul Claro Numazu.